# Tura Satana
Tura Satana, pseudonimo di Tura Luna Pascual Yamaguchi (Hokkaidō, 10 luglio 1938 – Reno, 4 febbraio 2011), è stata un'attrice statunitense di origine giapponese, nota principalmente per aver interpretato il ruolo di Varla nel Film di culto di Russ Meyer Faster, Pussycat! Kill! Kill! (1965).

## Biografia
Nacque a Hokkaidō, in Giappone, il 10 luglio del 1938, figlia di un attore di film muti giapponese di remote origini filippine e di una contorsionista statunitense di origini Cheyenne, scozzesi ed irlandesi. Durante la seconda guerra mondiale venne internata, insieme ai genitori, in un campo di concentramento in California, quindi si trasferì con la famiglia a Chicago. A 9 anni, dopo uno stupro subito da cinque uomini, iniziò a prendere lezioni di karate dal padre. A 13 anni sposò un ragazzo di 17 anni con un matrimonio combinato, e divorziò nove mesi dopo.
Nello stesso periodo iniziò a lavorare come danzatrice esotica, e a 14 anni entrò a far parte di una gang femminile, a Chicago chiamate "gli Angeli". Lavorò prima come venditrice di sigari e sigarette in alcuni teatri, poi, ancora minorenne, come ballerina di burlesque. Ebbe una relazione con Elvis Presley, al quale insegnò il celeberrimo movimento pelvico. La loro relazione durò alcuni mesi finché Presley le chiese di sposarlo ed ella inizialmente accettò, cambiando idea in seguito a causa della vita che Elvis conduceva.
Dopo aver messo le cose in chiaro, i due decisero di continuare le loro vite separati. In realtà, Elvis non dimenticò mai Tura - come afferma lei stessa - ricercandola più volte nel corso della sua vita. Tura in seguito dichiarerà che Elvis la voleva e la amava, ma non poteva averla realmente e così si sposò con Priscilla, la quale venne trasformata esteticamente nel corso della sua vita per assomigliare a Tura. L'unico ricordo che rimase di Elvis a Tura era l'anello che lui le fece tenere.
Nel 1963 debuttò nel cinema, interpretando una prostituta in Irma la dolce, di Billy Wilder. Dopo aver interpretato alcuni film per la televisione, nel 1965 avvenne l'incontro che le cambiò la vita: Russ Meyer, leggendo un'inserzione sulla rivista Variety, la scelse per interpretare la parte di Varla nel suo Faster, Pussycat! Kill! Kill!. Grazie a questo film Tura divenne una vera e propria icona del genere exploitation, venerata dai fans e dalle femministe, e amata da registi come Quentin Tarantino. Dopo il film di Meyer, Tura Satana recitò nuovamente per la televisione, e in altre pellicole di genere exploitation.
Morì il 4 febbraio 2011 per un improvviso attacco di cuore.

## Filmografia

### Cinema
- Irma la dolce (Irma la Douce), regia di Billy Wilder (1963)
- Le 5 mogli dello scapolo (Who's Been Sleeping in My Bed), regia di Daniel Mann (1963)
- Faster, Pussycat! Kill! Kill!, regia di Russ Meyer (1965)
- Il nostro agente Flint (Our Man Flint) (1966)
- The Astro-Zombies, regia di Ted V. Mikels (1968)
- Squadra speciale con licenza di sterminio (The Doll Squad), regia di Ted V. Mikels (1973)
- Mark of the Astro-Zombies, regia di Ted V. Mikels (2002)
- Sugar Boxx, regia di Cody Jarrett (2009)
- The Haunted World of El Superbeasto, regia di Rob Zombie (2009) - voce
- Astro Zombies: M3 - Cloned, regia di Ted V. Mikels (2010)

### Televisione
- La legge di Burke (Burke's Law) – serie TV, episodio 1x25 (1964)
- Organizzazione U.N.C.L.E. (The Man from U.N.C.L.E.) – serie TV, episodio 1x10 (1964)
- Agenzia U.N.C.L.E. (The Girl from U.N.C.L.E.) – serie TV, episodio 1x17 (1967)